# Family Tree (Björk)
Pour les articles homonymes, voir Family Tree.
Albums de Björk
Greatest Hits
(2002) Live Box
(2003)
Family Tree est un coffret de 6 CD audio de la chanteuse islandaise Björk, paru le 4 novembre 2002 sur le label One Little Indian Records. Le coffret est constitué d'enregistrements de titres en concert et en studio issus de toute la production musicale de la chanteuse, depuis l'époque de ses premiers groupes, créés à la fin des années 1980, jusqu'au début des années 2000.

## Contenu du coffret

### CD 1:Roots 1
Durée : 14 min 05 s.
1. Síðasta Ég (The Elgar Sisters) - 3.00
2. Glóra (The Elgar Sisters) - 1.42
3. Fuglar (KUKL) - 3.00
4. Ammæli (The Sugarcubes) - 3:55
5. Mamma (The Sugarcubes) - 02:57

### CD 2:Roots 2
Durée : 17 min 28 s.
1. Immature - 02:53
2. Cover Me - 03:07
3. Generous Palmstroke - 04:42
4. Jóga (Strings & Vocals) - 04:42
5. Mother Heroic - 02:44

### CD 3:Beats
Durée : 16 min 28 s.
1. The Modern Things - 04:11
2. Karvel - 04:30
3. I Go Humble - 04:47
4. Nature Is Ancient - 03:40

### CD 4:Strings 1
Durée : 18 min 18 s.
1. Unravel - 03:38
2. Cover Me - 02.50
3. Possibly Maybe - 04:55
4. The Anchor Song - 03:44
5. Hunter - 04:31

### CD 5:Strings 2
Durée : 19 min.
1. All Neon Like - 05:07
2. I've Seen It All - 05:59
3. Bachelorette - 05:09
4. Play Dead - 03:25

### CD 6:Greatest Hitschoisis par Björk
Durée : 59 min 25 s.
1. Venus as a Boy - 04:41
2. Hyperballad - 05:23
3. You've Been Flirting Again - 02:29
4. Isobel - 05:23
5. Jóga - 05:04
6. Unravel - 03:18
7. Bachelorette - 05:17
8. All Is Full of Love - 04:46
9. Scatterheart - 06:39
10. I've Seen It All - 05:29
11. Pagan Poetry - 05:14
12. It's Not Up To You - 05:08

### Livret
1. All Is Full of Love
2. Aurora
3. Cocoon
4. Cover Me
5. Headphones
6. Human Behaviour
7. Hyperballad
8. Jóga
9. Pagan Poetry
10. Pluto
11. Scatterheart
12. The Anchor Song
13. The Modern Things
14. Unravel
15. Venus as a Boy
16. All Neon Like